# Bozorgābād (ort i Västazarbaijan)
Bozorgābād (persiska: بُزُرگ آباد, بزرگ آباد, زَرك آباد) är en ort i Iran.   Den ligger i provinsen Västazarbaijan, i den nordvästra delen av landet, 600 km väster om huvudstaden Teheran. Bozorgābād ligger 1 296 meter över havet och antalet invånare är 210.
Terrängen runt Bozorgābād är platt åt nordost, men åt sydväst är den kuperad.Runt Bozorgābād är det ganska tätbefolkat, med 185 invånare per kvadratkilometer. Närmaste större samhälle är Tūmatar, 3,5 km väster om Bozorgābād. Trakten runt Bozorgābād består till största delen av jordbruksmark.